# Fritz Prestien
Fritz Prestien (* 6. März 1887 in Gotha; † 8. Januar 1972 in Bensheim) war ein deutscher Generalmajor der Luftwaffe.

## Leben
Prestien stammte aus Gotha. Im Ersten Weltkrieg war er zuletzt Hauptmann und Chef der Feldfliegerabteilung A 216. Nach dem Krieg wurde er zunächst Rittergutsverwalter. Im Zweiten Weltkrieg war er zuletzt Flughafenbereichskommandant 4/III. Sein letzter Dienstgrad war Generalmajor. Im September 1916 verlobte er sich mit Wally von Minckwitz, die er am 18. Oktober 1917 auf Schloss Reinhardsbrunn heiratete. Pristien hatte das Kriegsverdienstkreuz mit Schwertern 1. und 2. Klasse.